# La Charte de 1830
La Charte de 1830 (sous-titré Journal du soir) est un titre de presse fondé en 1836 par François Guizot.

## Historique
Fondé après la révolution de 1830, il s'agit d'un quotidien. Il est publié du 27 septembre 1836 au 11 juillet 1838. Dirigé par Nestor Roqueplan qui en est aussi le principal rédacteur avec Armand Malitourne (rédacteur en chef), il fut l'organe des conservateurs. 
Il est absorbé en 1838 par Le Moniteur parisien.

## Principaux collaborateurs
- Gérard de Nerval y publie sept feuilletons dramatiques[1]
- Théophile Gautier
- Louis Veuillot
- Charles Rabou
- François Guessard